# Fesenfeld (Familienname)
Fesenfeld ist ein Familienname.

## Entstehung
Der Familienname Fesenfeld entstammt dem Bremer Raum. Auch heute erinnert der Ortsteil Fesenfeld in Bremen an seine Herkunft.
Die Namensbildung fand ca. 1320 statt.

## Bedeutung
Die Fese (Spelt) ist der Ursprungsname des nicht veredelten Weizenkornes in seiner reinen Form. Das Feld wurde den größten Grundeigentümern (Landwirten/Bauern) zugesprochen.
Somit bezeichnet der Familienname auch die berufliche Zuordnung bei seiner Entstehung.

## Varianten
- Fesenfeld
- Fehsenfeld